# Raspad Čehoslovačke
Raspad Čehoslovačke (češ. Zánik Československa, slov. Rozdelenie Česko-Slovenska) je proces koji se odigrao početkom 1990-ih koji je na kraju doveo do raspada Čehoslovačke na novogodišnju noć 1992. – 1993., kada nastaju dvije nove države: Češka i Slovačka. Ovaj proces se također naziva i Baršunasti razvod, pošto je revolt protiv komunističke partije Čehoslovačke 1989. nazvan Baršunastom revolucijom.
Raspad Čehoslovačke je primjer kako se problemi mogu riješiti bez rata.

## Utjecaj

### Sport
Pošto je Čehoslovačka sudjelova na na više sportskih natjecanja koja ne bi bila završena do 1. siječnja 1993., češki i slovački nacionalni timovi natjecali su se zajedno, da bi kasnije osnovali samostalne reprezentacije. Isto je vrijedilo i za različite lige. Na međunarodnim turnirima hokeja na ledu, Češka je preuzela mjesto Čehoslovačke dok je Slovačka počela ispočetka natjecajući se u nižim ligama.

### Telefonija
Češka i Slovačka su koristile pozivni broj Čehoslovačke (+42) sve do 28. veljače 1997., kada je Češka dobila broj (+420) a Slovačka (+421).